# 莫頓林園

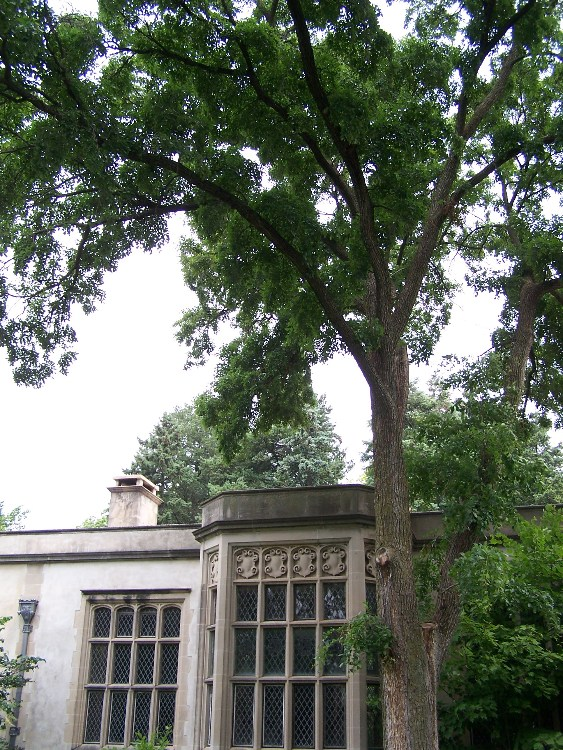
莫頓榆樹，莫頓林園的原始雜交栽培品種

莫頓林園（英語：Morton Arboretum），位於美國伊利諾州萊爾，是一個公共植物園區及室外博物館，擁有圖書館、標本室，及進行樹木研究計畫的樹科學中心。莫頓林園共佔地1,700英畝（690公頃），包括編目收藏的樹木和其他活植物、花園和修復區，其中包括一座修復的高草草原。莫頓林園計有超過4,100種不同的植物活藏品，以及超過200,000種編目植物。
莫頓林園作為國際植物園保護組織的成員，其植物標本館的機構代號是MOR。莫頓林園藏有超過二十萬種植物標本，其中包括187,000種維管束植物、17,000種地衣及1,300種苔蘚植物，是北美第三大的植物標本館。
作為休閒場所，莫頓林園擁有登山步道、駕駛車道、自行車道、4英畝（16,000平方）的互動兒童花園及1英畝（4,000平方）的迷宮。
林園內的舒倫堡草原是美國中西部最早的草原復育計畫之一，始於1962年。它是芝加哥郊區最大的復育草原之一。
莫頓林園為兒童、家庭、學校團體、童軍和成人（包括樹木和修復專業人員）提供以自然為中心且獵涉廣泛（如園藝、自然歷史、植物藝術、自然攝影、鳥類學）的教育計劃。林地監管計劃提供生態復育技術的線下及線上課程。莫頓林園亦提供學分課程給芝加哥地區大學協會。

## 使命
莫頓林園的願景使命，是收集及研究來自世界各地的木本植物和其他植物，並將它們展示在自然美麗的景觀中，供民眾學習及欣賞，並瞭解如何以優化環境的方式種植。莫頓林園的既定目標是鼓勵種植及保護樹木及其他植物，以創造一個更綠色、更健康、更美麗的世界。

## 歷史
莫頓林園由莫頓鹽業創辦人喬伊·莫頓於1922年12月14日創立。喬伊的父親朱利葉斯·斯德林·莫頓創立了美國植樹節。喬伊的女兒珍恩·卡德希（莫頓）於1934年父親去世後接替其董事長職務。莫頓林園的首任園長是克拉倫斯·哥德夏克，他於1921年獲得密西根大學景觀設計碩士學位。喬伊·莫頓的湯山莊園成立於1910年，形成了植物園原始區域的核心。1940年，卡德希聘用梅·希爾加德·瓦茲擔任新教育計劃的導師。莫頓一家要求在他們家的原址上建造現在的湯山教育中心。1940年代初，喬伊的妻子瑪格麗特·莫頓去世後，湯山莊園被夷為平地。1962年，舒倫堡草原的草原復育計畫正式展開。哥德夏克制定了在林園西界建立緩衝區的計劃。他稱之為“本土”，並計劃將其實現在林園50年代後期收購的農地上。他想用從附近草原上採集的種子，把舊農地變成草原。他請雷·舒倫堡接下這個任務。舒倫堡制定了復育目標，並開始複製當地草原植物的組成、結構和當地基因庫。他與當時植物園的分類學家佛洛伊德·斯溫克、生物學家羅伯·貝茲和景觀設計師大衛·克羅普一同進行全面研究。2007年，莫頓林園被美國建築師學會伊利諾分會入選為150處“伊利諾好景”之一。

## 董事會
莫頓林園董事會的首任董事長是喬伊·莫頓本人。1934年喬伊去世後，他的女兒珍恩·卡德希（莫頓）繼任為董事長。珍恩於1953年去世，由手足斯特林成為新任董事長。1961年斯特林去世後，他的女兒蘇姿提·莫頓·戴維森擔任董事長。1977年，蘇姿提退休，由當納利家族成員查爾斯·哈夫諾三世接下董事長一職，而他也是莫頓家族以外的第一位董事長。2000年，羅伯·雷姆博士接任董事長。2014年，達雷爾·傑克森出任董事長（現亦擔任終身職董事）。2017年，由克里斯多福·伯克博士出任董事長。2020年，由前德勤董事長史蒂芬·馮·阿斯代爾出任董事長。

## 園長
1938年，克拉倫斯·哥德夏克被任命為莫頓林園的園長。哥德夏克擔任此職長達28年，直到1966年退休。園長一職由馬里恩·楚芬·霍爾博士接替，並擔任至1990年。而後，傑瑞德·唐納利被任命為園長兼執行長。

## 斯特林·莫頓圖書館
斯特林·莫頓圖書館建於1963年，是由芝加哥知名建築師哈利·威斯設計，以創始人喬伊·莫頓的兒子斯特林·莫頓命名。斯特林·莫頓圖書館目前擁有超過30,000本圖書及雜誌，以及數以萬計的非書籍物品，包括版畫、原創藝術、信件、照片、景觀計劃和素描。這些藏品側重於植物科學，尤其是與木本植物、園藝和景觀設計、生態學相關之藏品，特別是美國中西部之草原／疏林草原／林地／溼地生態系、自然歷史及植物藝術。這些藏品有線上目錄。
圖書館的蘇姿提·莫頓·戴維森分館也收藏了書籍、藝術品、苗圃歷史目錄、風景畫、照片、信件、地圖及相關機構文件。其中，更是有梅·希爾加德·瓦茲、延斯·延森、馬歇爾·強森、奧西安·柯爾·西蒙斯及唐納·皮蒂的個人文件。
斯特林·莫頓圖書館是植物及園藝圖書館委員會的成員。

## 遊客中心
佔地36,000平方英尺（3,300平方）的遊客中心建於2004年，由建築師大衛·伍德豪斯所設計。該建築包括代表林園藏品的木材，並結合、延續當地原有特徵，如停車場中的可滲透鋪路石和從前身建築中搶救出來的當地原石。

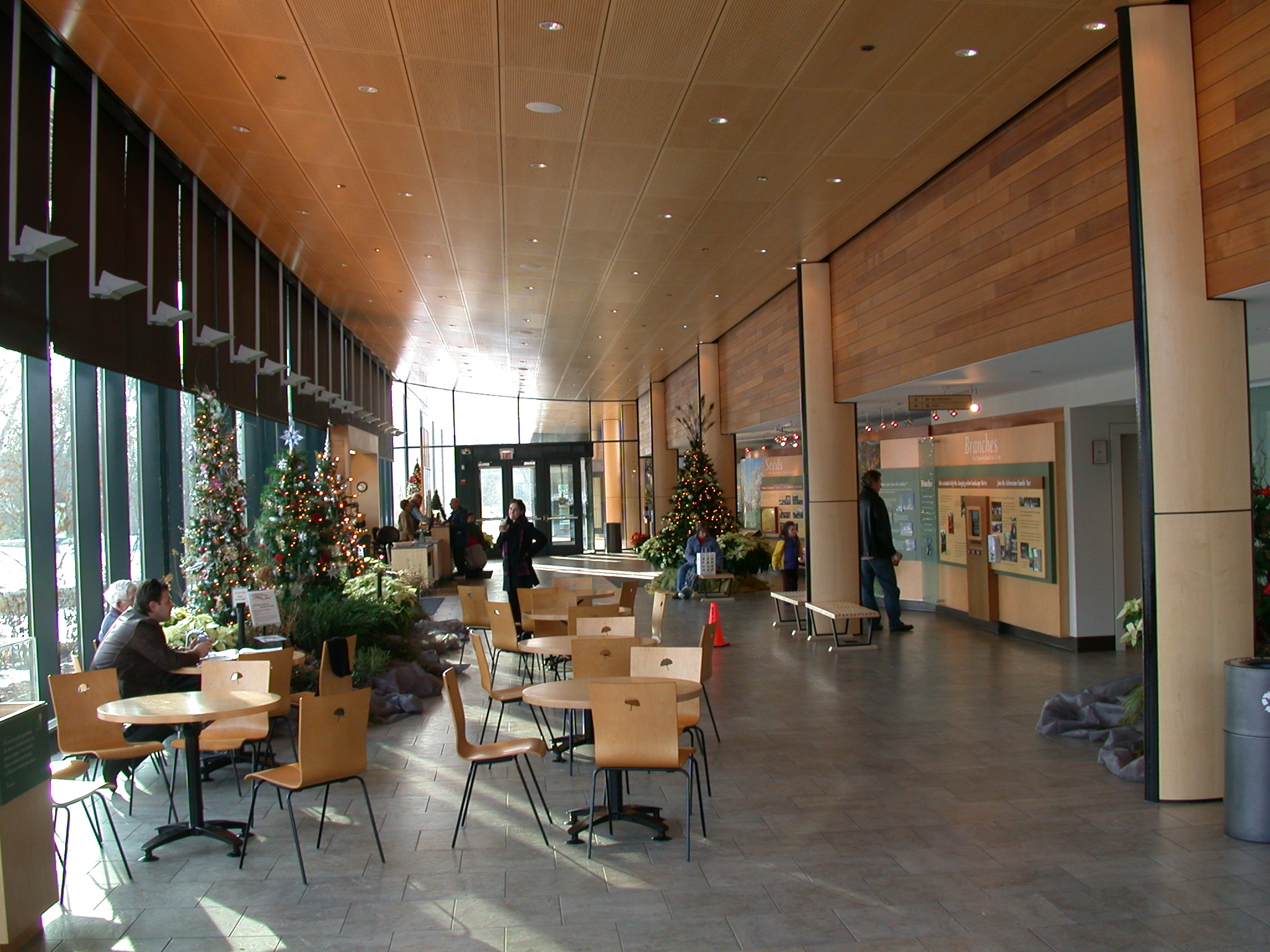
莫頓林園遊客中心
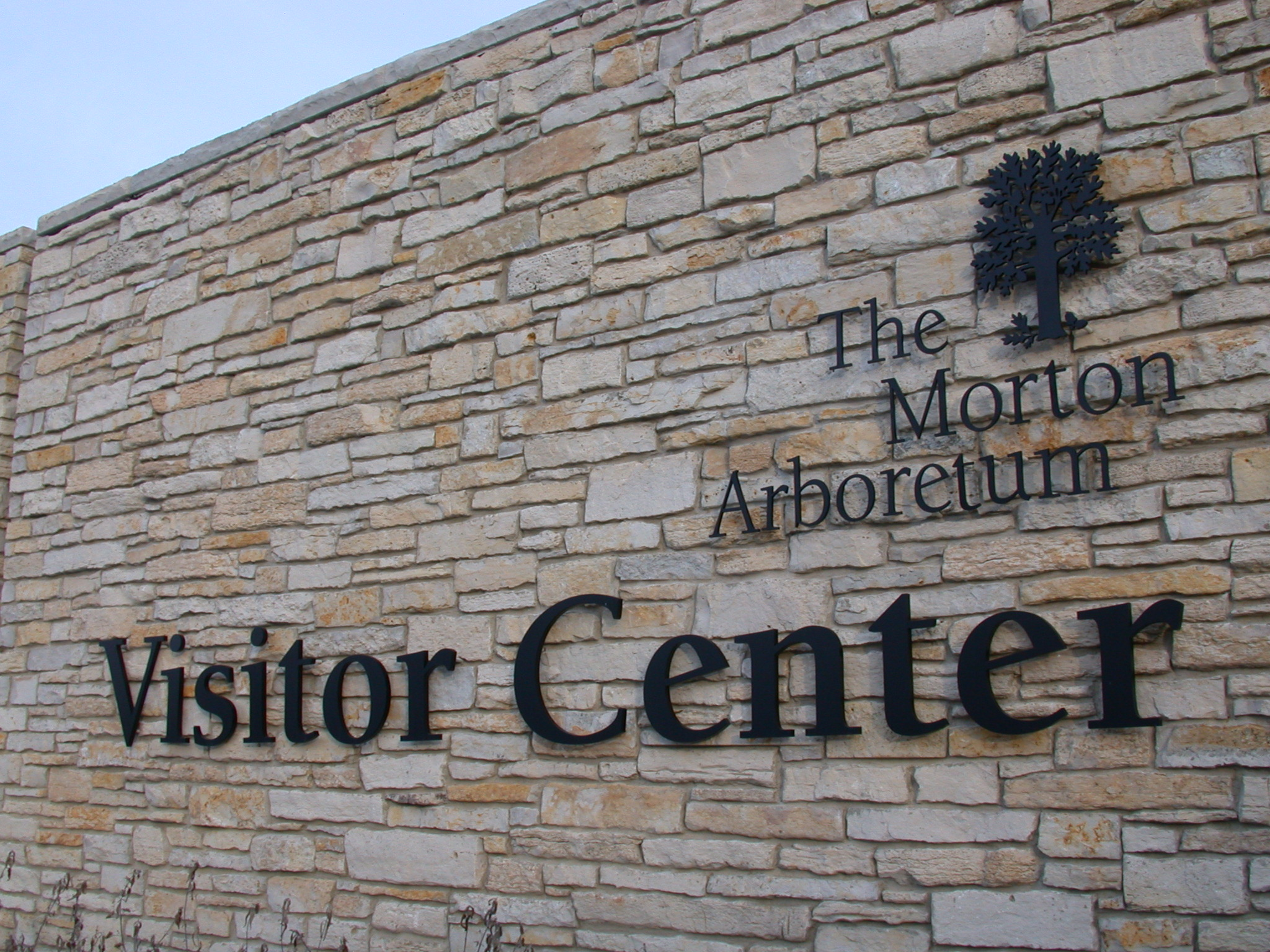
遊客中心招牌
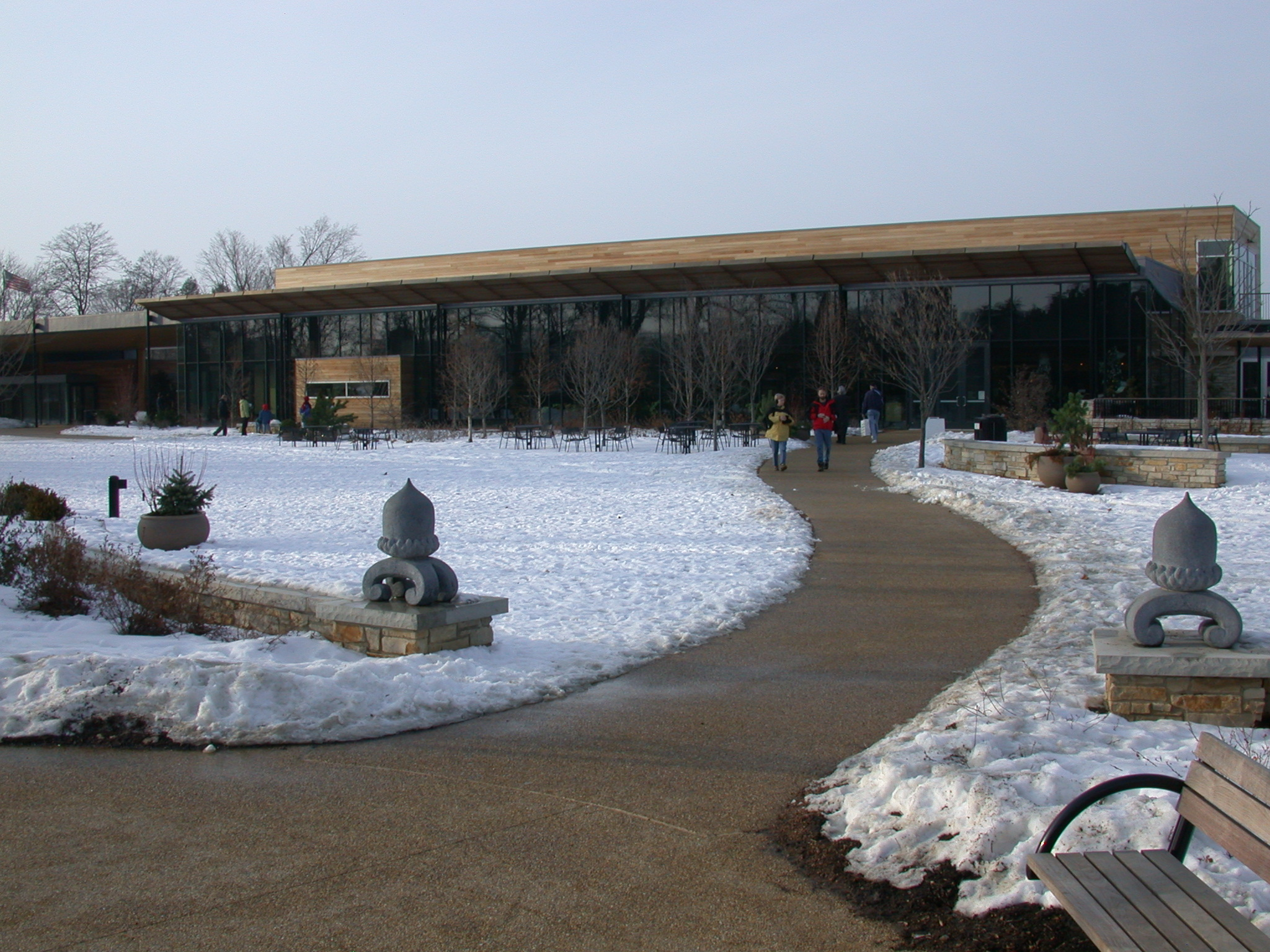
遊客中心外觀

## 燈光秀
每年11月底到1月初，莫頓林園都會舉行年度樹燈燈光秀。遊客可以在此處享受燈光秀、音樂、飲品。燈光秀會沿著一英里長的彎曲鋪砌路徑。燈光秀最初是於2013年舉辦。燈光秀的創造設計師是來自英國的約翰·費德史東。費德史東的職業生涯始於眾多音樂會和戲劇的舞台燈光設計。後來，費德史東開了一家博物館，並且也在莫頓林園開始了他的工作。

## 林園環境及藏品

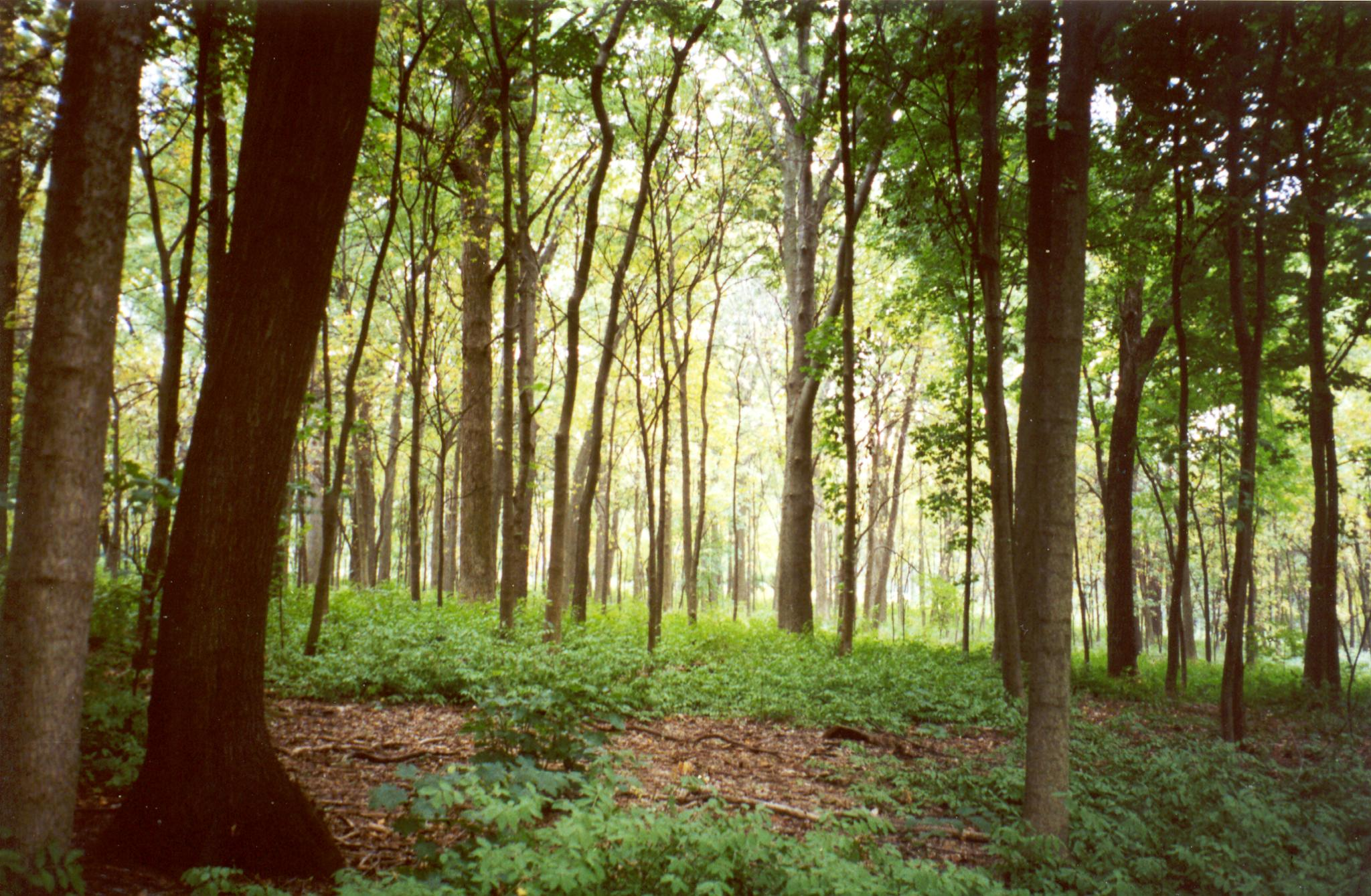
林地生態系
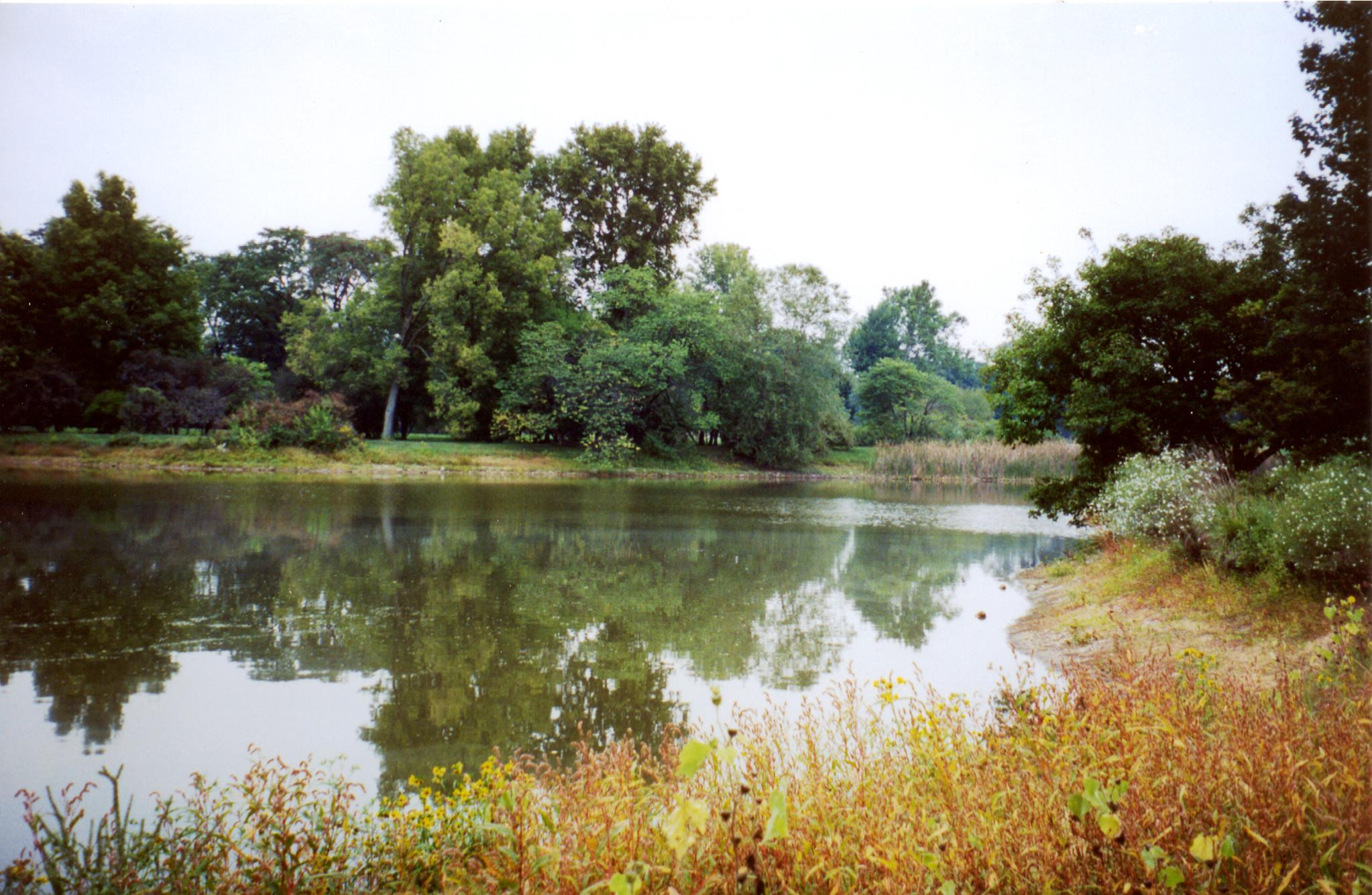
湖畔環境
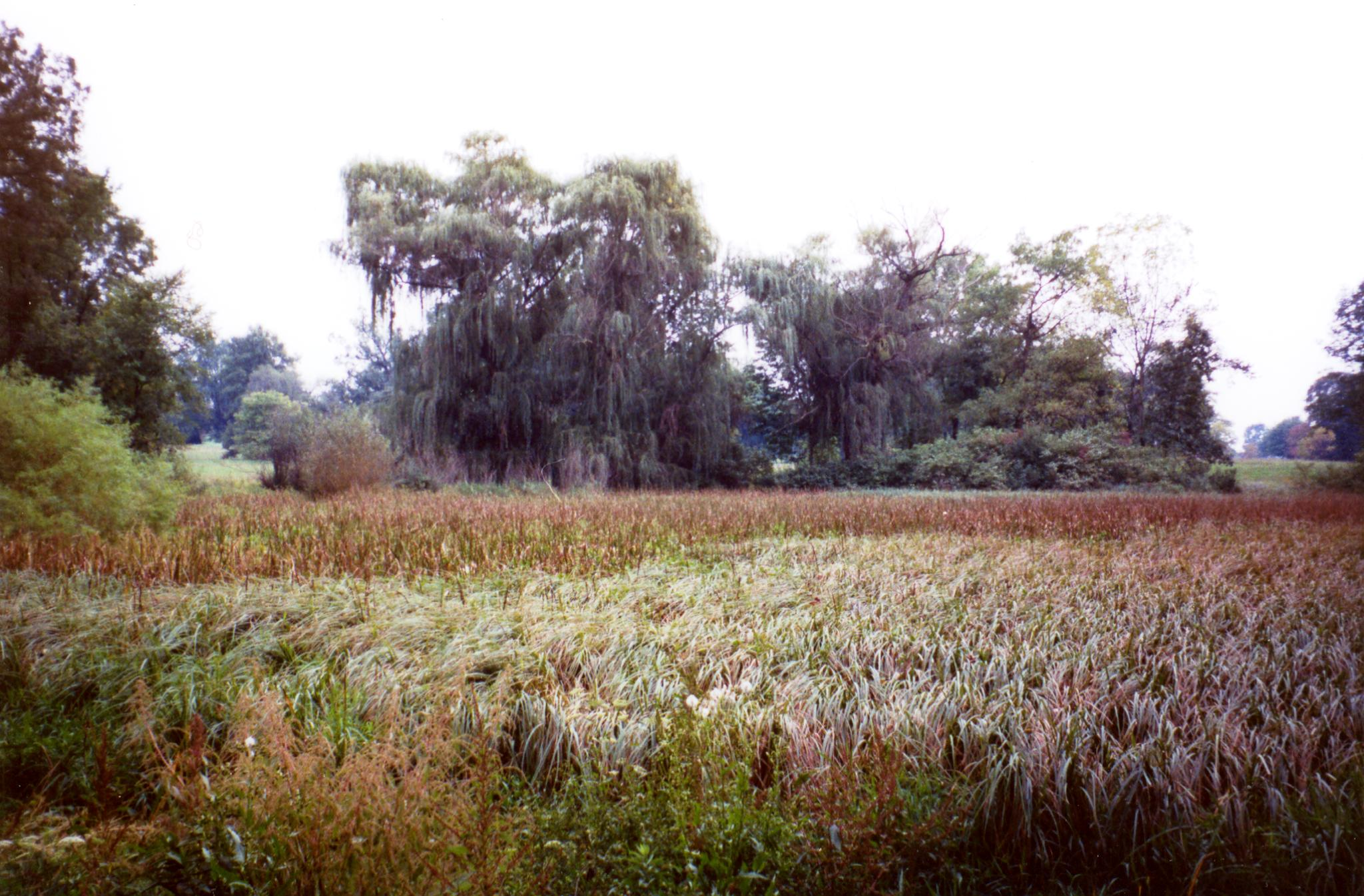
黑三稜沼澤
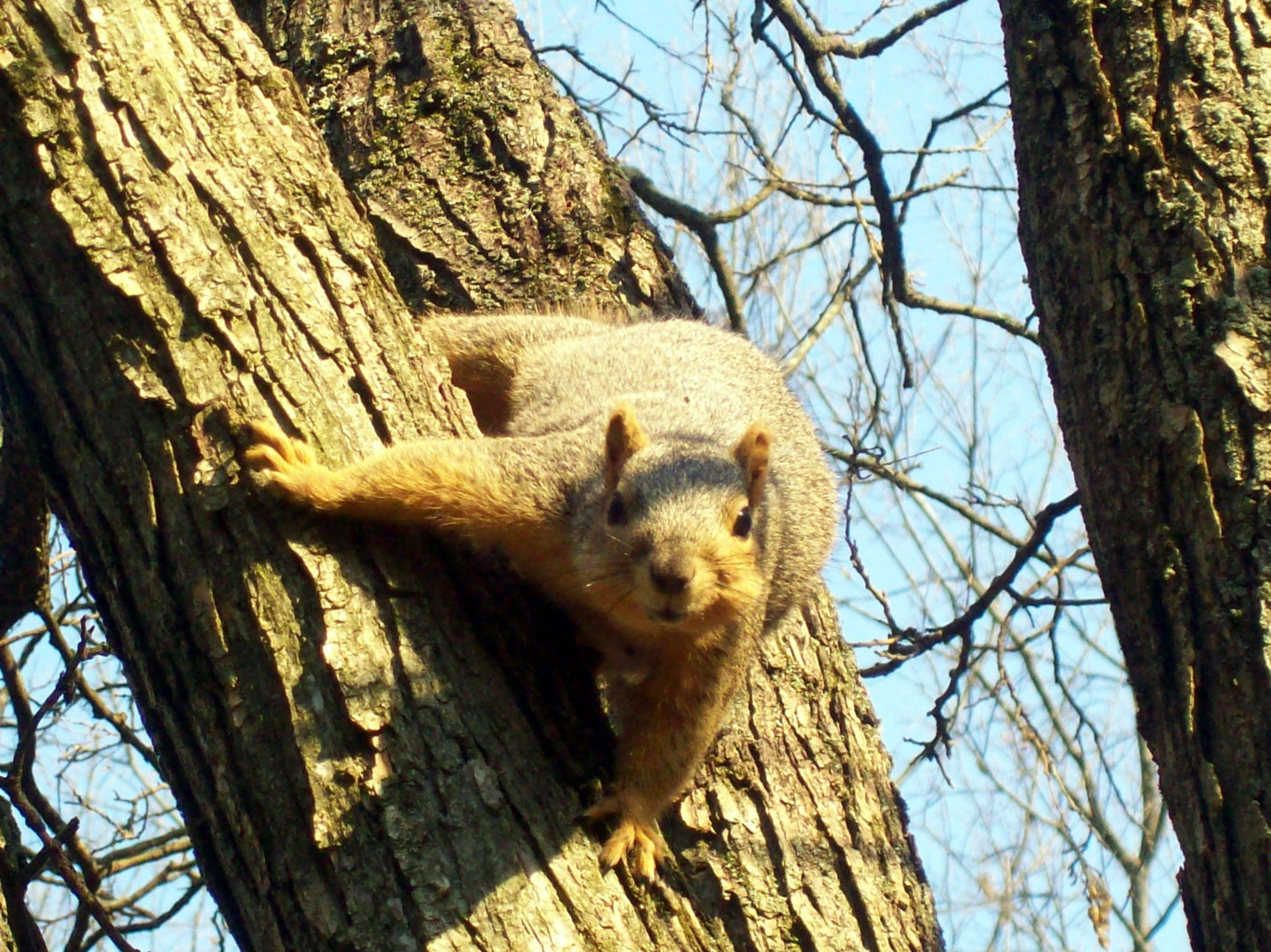
狐松鼠標本
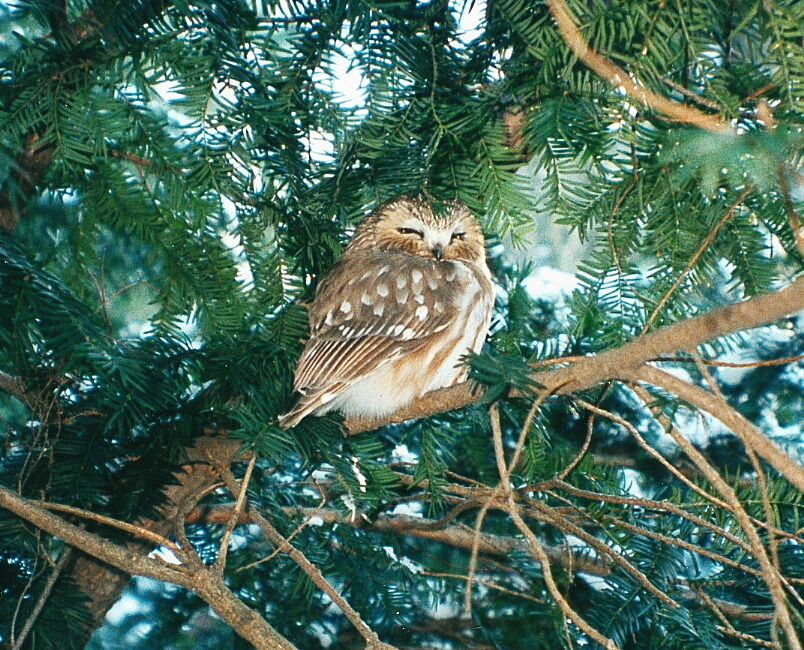
棕櫚鬼鴞（英语：Northern saw-whet owl）
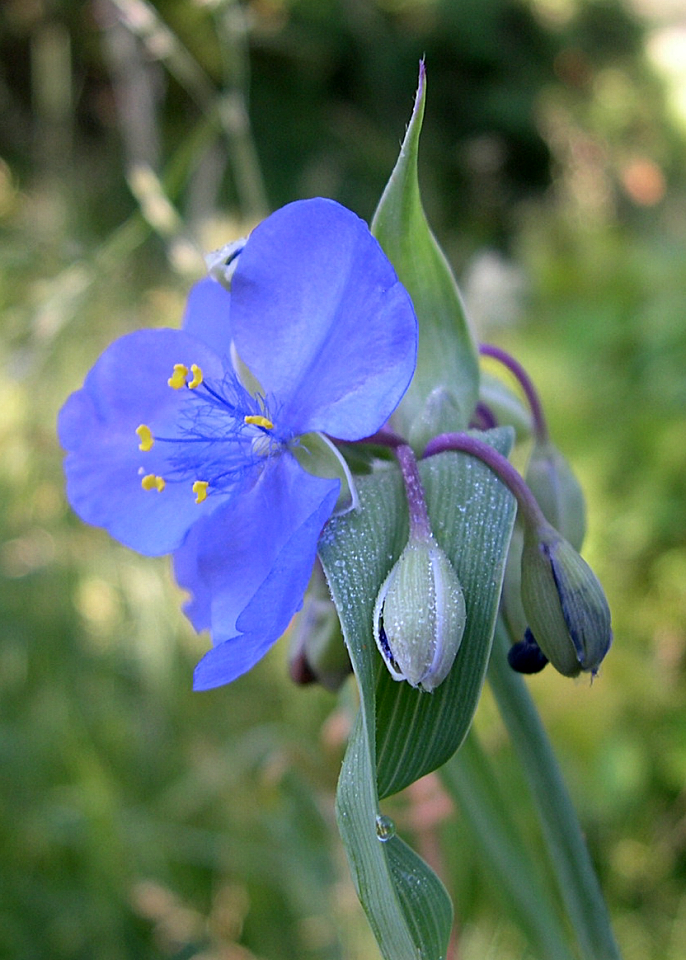
蜘蛛草

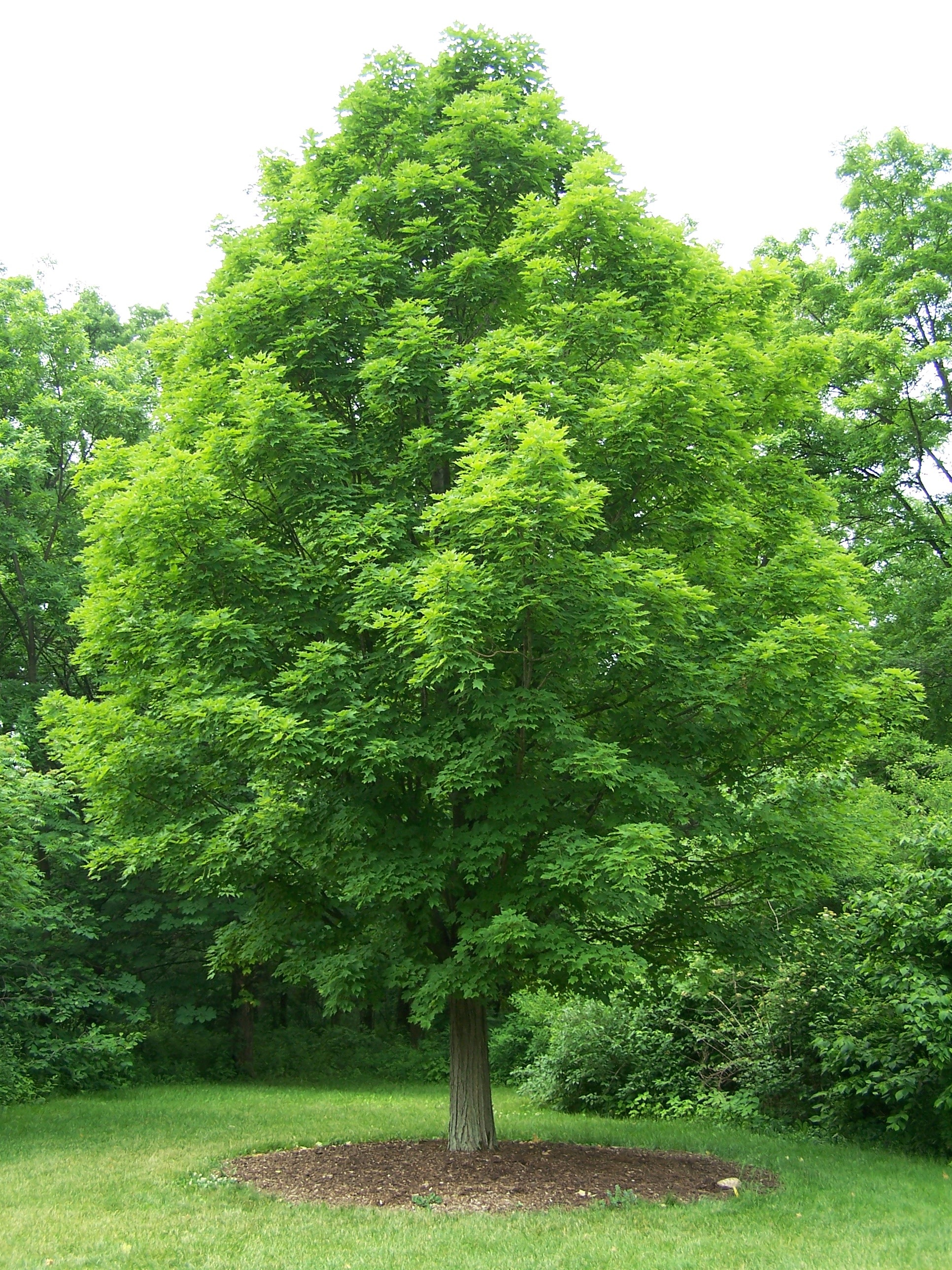
糖楓
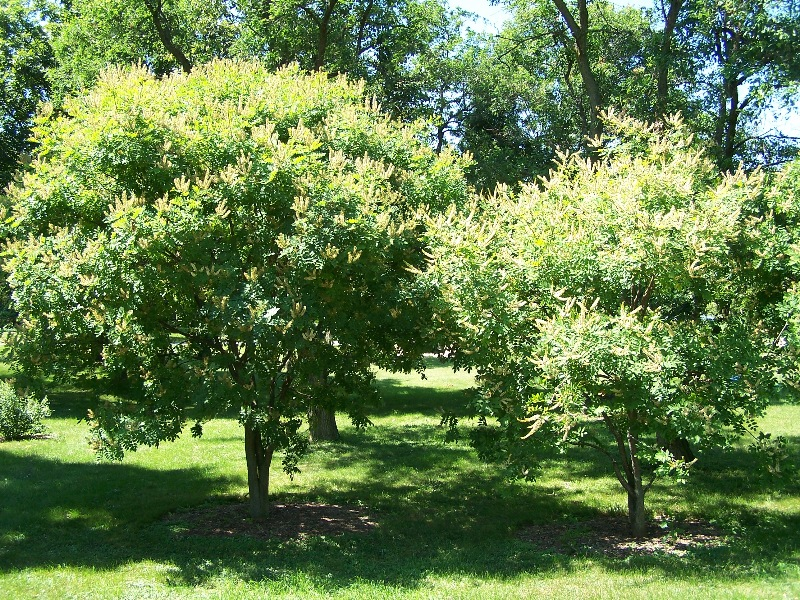
朝鮮槐
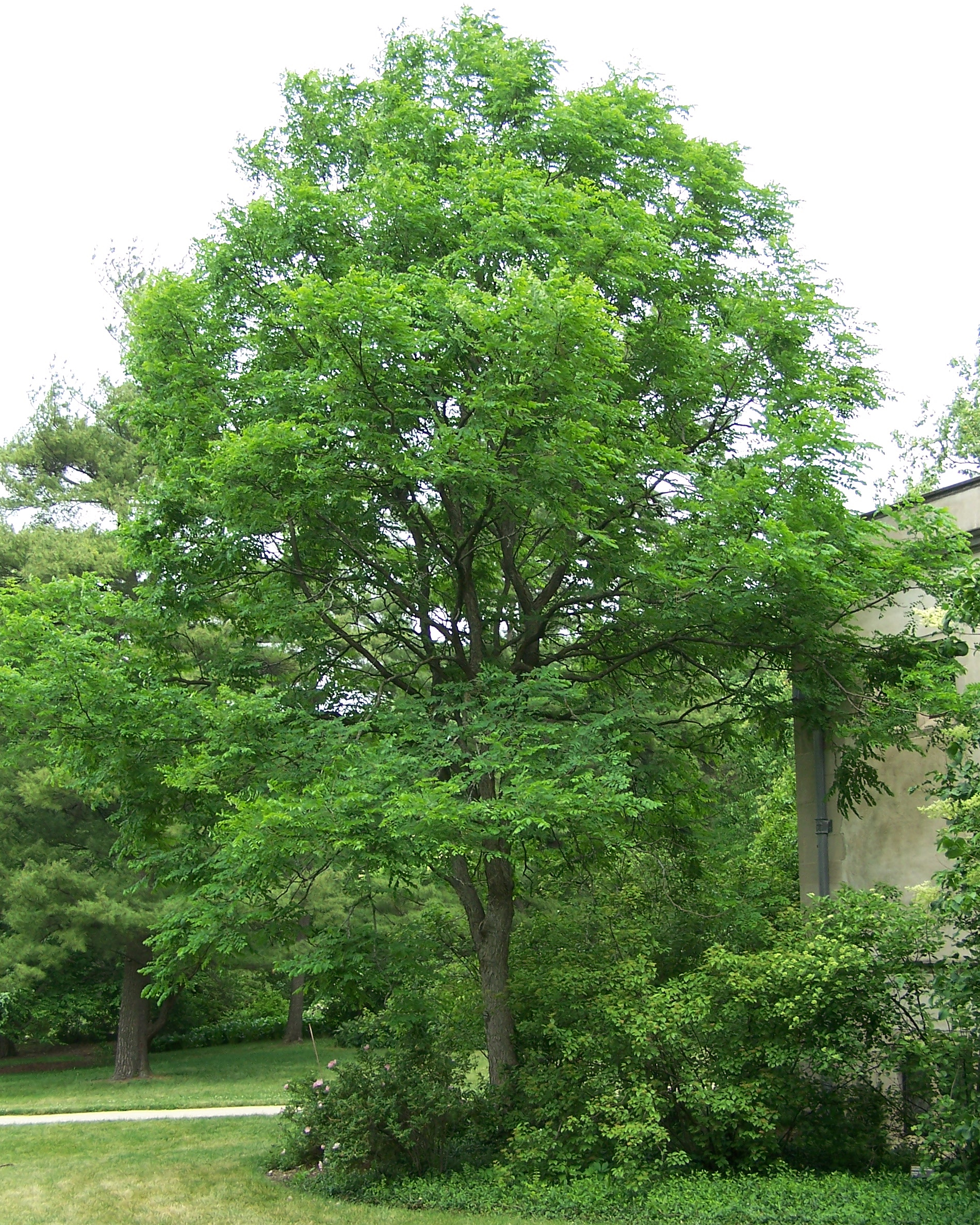
肯塔基咖啡樹（英语：Gymnocladus dioicus）
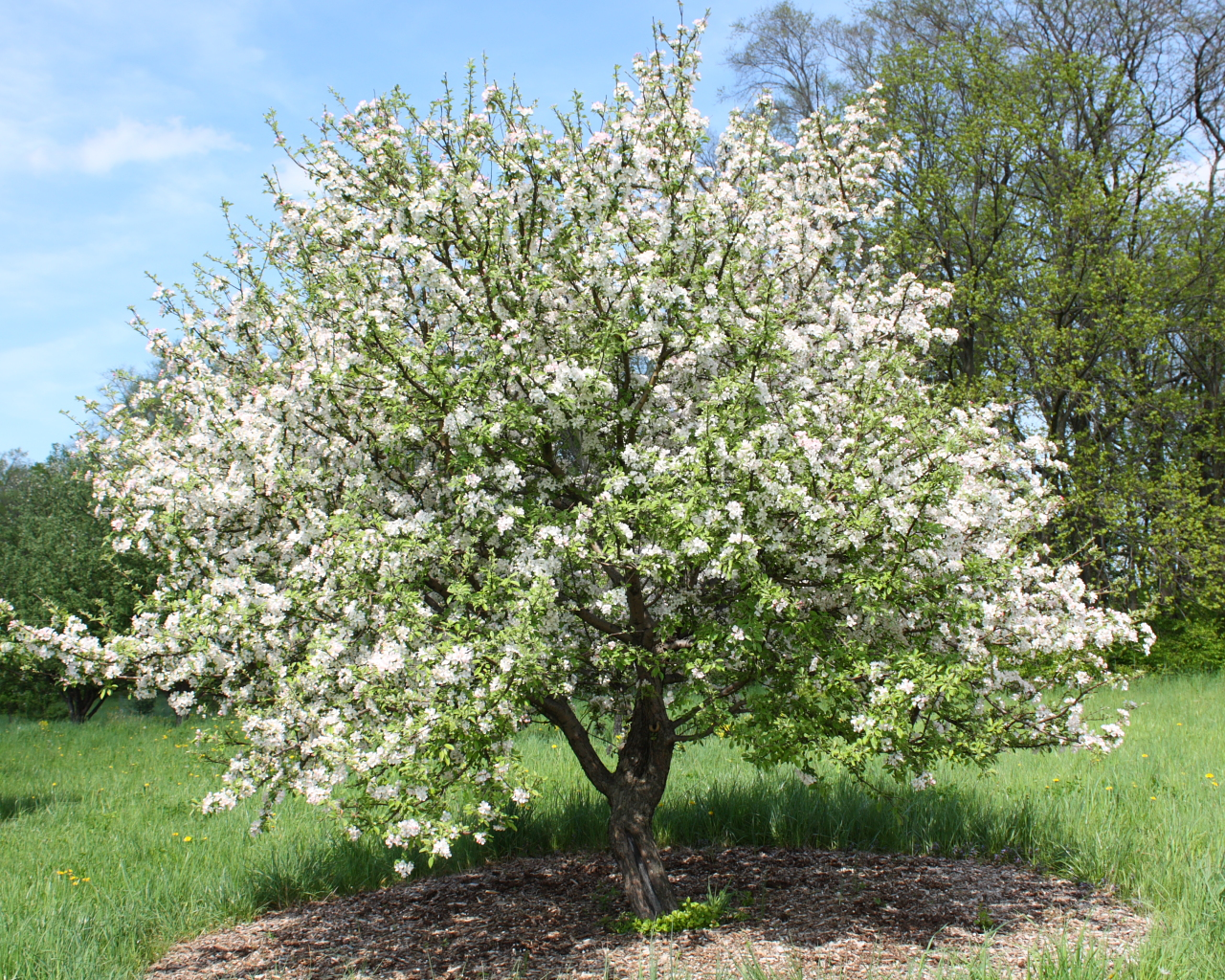
楸子
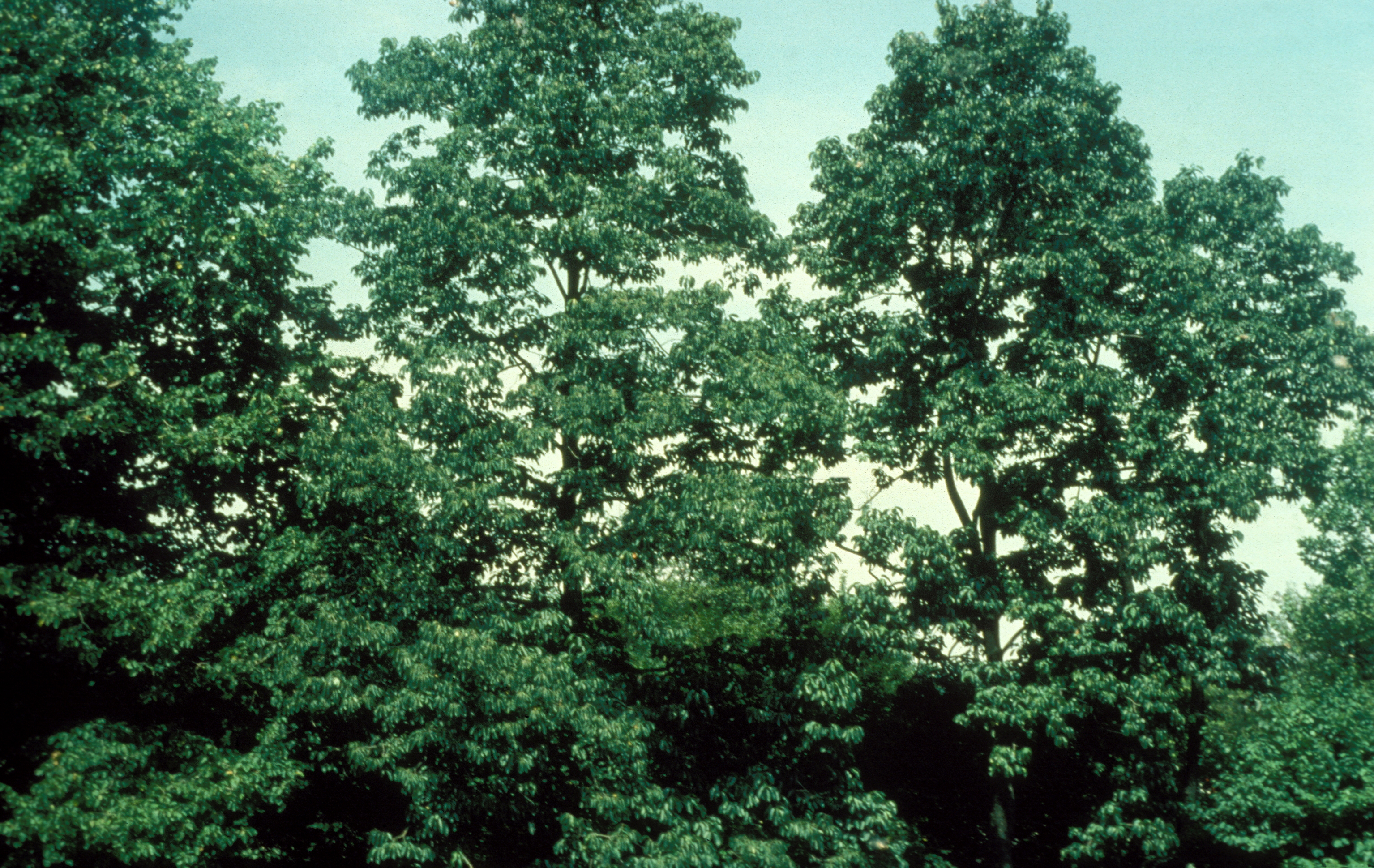
黑紫樹（英语：Nyssa sylvatica）
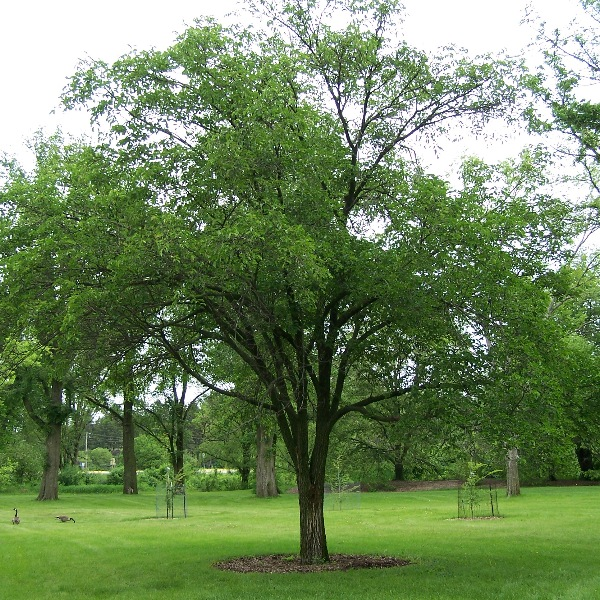
大果榆
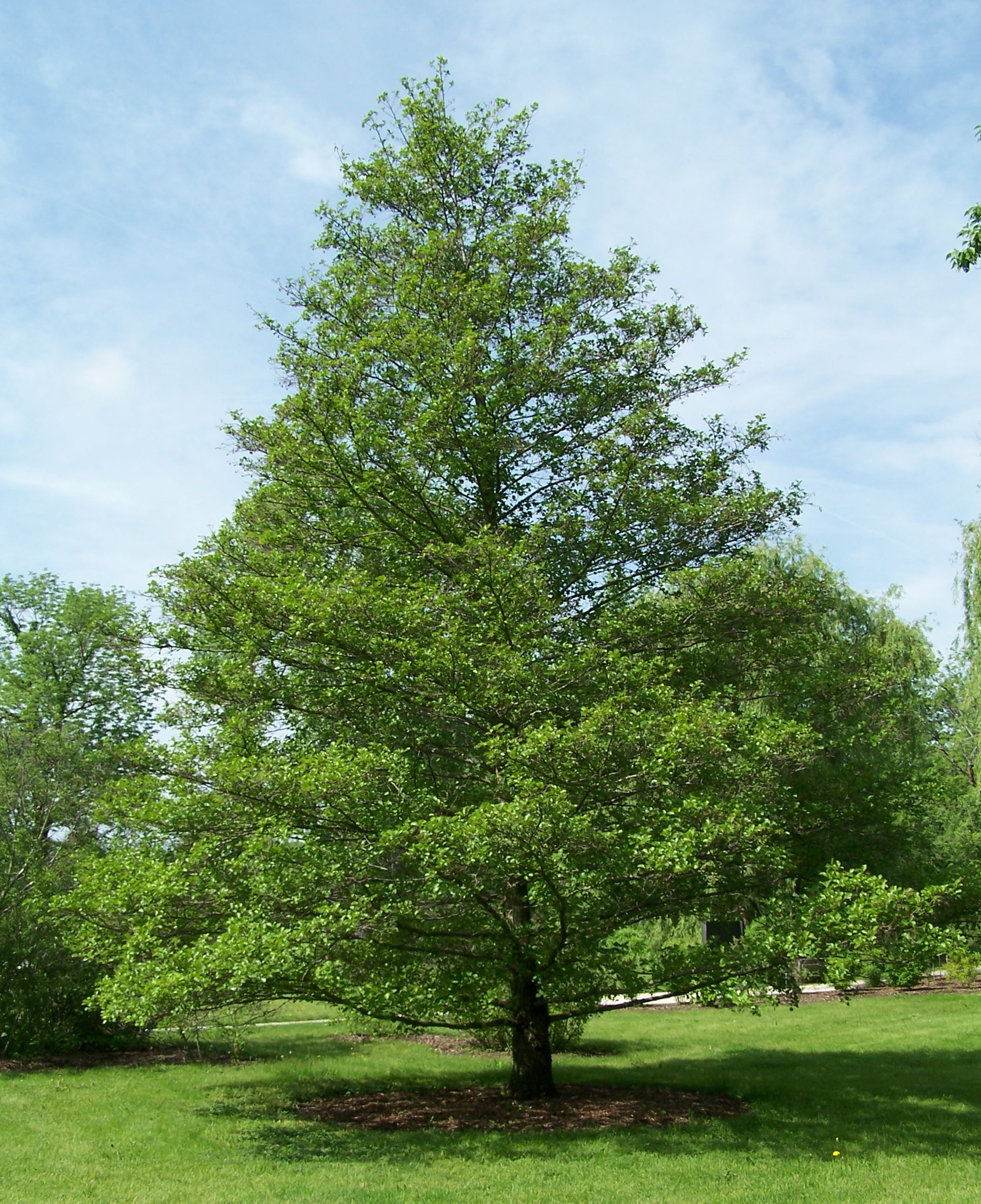
普通赤楊

## 外部連結
- 莫頓林園官網 （页面存档备份，存于）
- 在Google文化學院的莫頓林園 （页面存档备份，存于）
- 大衛·伍德豪斯建築師 （页面存档备份，存于）
- 伊利諾好景 （页面存档备份，存于）